# Elumoides coecus
Elumoides coecus är en kräftdjursart som beskrevs av Stefano Taiti och Franco Ferrara 1991. Elumoides coecus ingår i släktet Elumoides och familjen Eubelidae. Inga underarter finns listade i Catalogue of Life.